# 152 Pułk Piechoty (Cesarstwo Niemieckie)

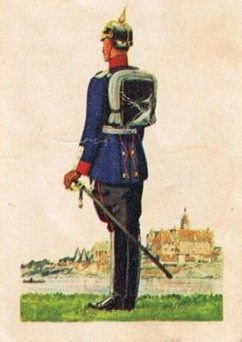
IR152 Ekwipunek żołnierza

152 Pułk Piechoty im. Zakonu Niemieckiego (1 Alzacki) (Deutsch Ordens-Infanterie-Regiment Nr. 152) – pułk piechoty Armii Cesarstwa Niemieckiego stacjonujący w Malborku (w zbudowanych w l. 1902-1906 koszarach przy obecnej ul. 17 Marca – ówczesnej Deutsch-Ordensstrasse) i Sztumie.
W wyniku mobilizacji, w sierpniu 1914 pułk osiągnął gotowość bojową i w składzie 74 Brygady Piechoty 31 Dywizji został wysłany na front wschodni.

## Historia
Pułk został sformowany 31 marca1897 . Pierwszymi miejscami stacjonowania były Magdeburg (Sztab i 1 batalion) i Zerbst (2 batalion). 17.10.1897 w Berlinie cesarz Wilhelm II nadał pułkowi sztandar, a 27.01.1902 imię Zakonu Niemieckiego (Deutsch Ordens). 17.03.1898. Sztab i I batalion zostały przeniesione do Iławy, a w latach następnych do Malborka i Sztumu. W 1914 w chwili wybuchu wojny 152 pułk piechoty im. Zakonu Niemieckiego wchodził w skład 74 Brygady 41 Dywizji XX Korpusu 8 Armii Cesarstwa Niemieckiego.
Zmobilizowany w dniach 1.08.1914 – 7.08.1914 pułk składał się ze sztabu (dowodzący pułkownik Geisler), I Batalionu (1-4 Kompania), II Batalionu (5-8 Kompania) i III Batalionu (9-12 Kompania).
Podczas I wojny światowej pułk m.in. brał udział w:
- 23.08.1914 – 31.08.1914  Bitwa pod Tannenbergiem
- 5.09.1914 – 15.09.1914  Bitwa nad jeziorami mazurskimi
- 9.10.1914 – 19.10.1914  Bitwa pod Warszawą
- 21.12.1916 – 3.01.1917 Rymnik
- 28.05.1917 – 28.06.1917 Chemin des Dames
- 1.07.1917 – 4.11.1917 Szampania
- 12.11.1917 – 3.12.1917 Flandria

Straty pułku w czasie I wojny światowej wyniosły 81 oficerów, 211 podoficerów i 2258 szeregowych żołnierzy.
W pułku służyło wielu Polaków z zaboru pruskiego, w szczególności z prowincji Prusy Zachodnie, co potwierdzają imienne listy żołnierzy pułku odznaczonych oraz poległych w czasie wojny.
Pułk został zdemobilizowany 25 listopada 1918.

## Bibliografia

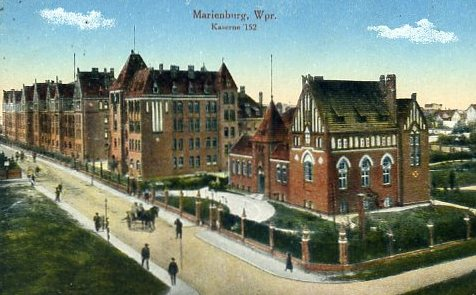
IR152 Koszary w Malborku